# Вирлиця (озеро)
Вирлиця — озеро у південно-східній частині Дарницького району міста Києва, між проспектом Миколи Бажана, вулицями Ревуцького та Колекторною.
Озеро природного походження, яке, внаслідок робіт з гідронамиву навколишніх житлових масивів, значно зросло у розмірах (на початку XX століття його площа складала близько 10 га, нині — 98 га). 
У 2006 році поруч з озером відкрита станція метро   «Вирлиця». Неподалік від озера знаходяться станція метрополітену   «Харківська», міський сміттєспалювальний завод «Енергія» та Бортницька міська станція аерації.
Озеро Вирлиця — частина дикої природи на околиці столиці, якому загрожувала забудова, адже чиновники мали наміри повністю віддати під забудову екопарку «Осокорки».
4 жовтня 2023 року громада Києва виграла справу у Північному апеляційному господарському суді щодо забудови та повернула у її власність озеро Вирлиця та його береги. Рішенням суду ухвалено, що забудовник «Мрія-Інвест», який мав наміри звести на прибережній частині озера ТРЦ через незаконне отримання ділянку загальною площею 20 гектарів. Зокрема були  визнані недійсними: Договір оренди землі між компанією та Київською міською радою у листопаді 2005 року, Державна реєстрація права оренди з приватним нотаріусом Юлією Пірог у травні 2020 року. Також суд зобов'язав забудовника привести земельну ділянку біля озера до належного стану.

## Біота
В озері зареєстровано 30 видів риб. Найбільш часто трапляються: плоскирка європейська, верховодка звичайна, плітка звичайна, окунь, Також трапляються: щука, карась китайський, лящ звичайний, лин, бичок-гонець, тупоносий бичок західний, верховка, соняний окунь, тюлька звичайна . 
В орнітофауні зареєстровано 55 видів водно-болотних птахів. Гніздовими видами є пірникоза велика, мартин звичайний, лиска, водяна курочка, пірникоза мала, попелюх, бугайчик, синиця вусата, ремез, синьошийка, крижень, очеретянка велика, очеретянка ставкова, кобилочка солов'їна. Під час  сезонних та кормових міграцій реєструються наступні види: чепура велика, чапля сіра, баранець звичайний, пісочник малий, чернь чубата, свищ, широконіска, чирянка велика, гоголь, крех великий,  крячок річковий, крячок білокрилий, крячок малий, пірникоза чорношия, пірникоза сірощока, пірникоза червоношия, гагара чорношия, лунь очеретяний, лебідь-шипун  